# Philipp II. (Schaumburg-Lippe)

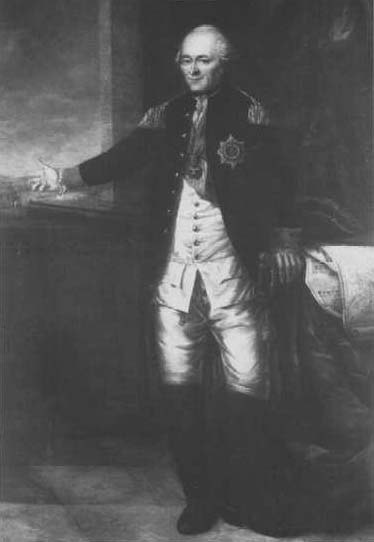
Graf Philipp II. zu Schaumburg-Lippe

Philipp Ernst (* 5. Juli 1723 in Rinteln; † 13. Februar 1787 in Bückeburg) war von 1777 bis 1787 Graf zu Schaumburg-Lippe.

## Leben
Er war der Sohn des Grafen Friedrich Ernst zu Lippe-Alverdissen (1694–1777) und dessen Frau Elisabeth Philippine von Friesenhausen (1696–1764). 1777 trat Philipp II. Ernst die Nachfolge seines Onkels Graf Wilhelm an, nachdem dieser ohne Nachkommen gestorben war.
Im Jahr 1756 heiratete er in erster Ehe in Weimar Prinzessin Ernestine Albertine von Sachsen-Weimar (1722–1769), die Tochter des Herzogs Ernst August von Sachsen-Weimar-Eisenach und dessen Frau Eleonore Wilhelmine von Anhalt-Köthen. Aus der Ehe gingen vier Kinder hervor: Clemens August Ernst (*/† 1757), Karl Wilhelm Friedrich (1759–1780), Georg Karl Friedrich (1760–1776) und Friederike Antoinette (1762–1777).
In zweiter Ehe heiratete der Graf 1780 in Philippsthal (Kreis Hersfeld) Prinzessin Juliane Wilhelmine Luise von Hessen-Philippsthal (* 1761; † 1799), die Tochter des Landgrafen Wilhelm von Hessen-Philippsthal und seiner Frau Ulrike Eleonore von Hessen-Philippsthal-Barchfeld.
- Eleonore Luise (1781–1783)
- Wilhelmine Charlotte (1783–1858) ⚭ 1814 Graf Ernst Friedrich zu Münster-Ledenburg
- Georg Wilhelm (1784–1860) ⚭ 1816 Ida Karoline Luise zu Waldeck-Pyrmont
- Karoline Luise (1786–1846)

## Ehrungen
- Ritter des hessen-casselischer Hausordens vom Goldenen Löwen[1]31. August 1780